# Ponte di Mezzocammino
Il ponte di Mezzocammino è un ponte stradale che scavalca il drizzagno del fiume Tevere fra le due sponde di Mezzocammino e Tor Carbone, nel territorio di Roma Capitale. Fu realizzato in due tempi tra il 1943 e il 1951. Dal 2003 è diventato monumento nazionale.

## Descrizione
Il ponte misura 362,5 m (385 compresi i muri di accompagno) e si sviluppa su quindici campate di cui cinque interamente in acqua, quattro intermedie in golena e sei a sbalzo sulla terraferma. La campata centrale sul fiume in origine era mobile per il passaggio di navi a grande alberatura ed era manovrata da una cabina di comando ancor oggi visibile sulla sponda sinistra. Completa l'opera un muro di sostegno sulla stessa riva, lungo 545 metri. La distanza fra i piloni è di 34 m; i quattro piloni d’alveo sono impiantati con fondazione pneumatica a 25,7 metri sotto il livello del mare, su cassoni in calcestruzzo armato lunghi 24 m e larghi 7,5. Le murature sono in tufo, mentre i rivestimenti esterni sono in cemento armato e travertino. La carreggiata è larga 9 m, con marciapiedi di 2 m su ciascun lato.

## Storia

### Il «drizzagno del Tevere»
La realizzazione del ponte e dei progetti ad esso collegati trae origine in parte dalle esondazioni del Tevere che da sempre crearono problemi al territorio di Roma, e per prevenire le quali nel corso dei secoli si erano succeduti vari interventi, tra cui i muraglioni eretti sugli argini del fiume dentro la città tra i secoli XIX e XX, i quali lasciarono tuttavia aperto il problema per le campagne a valle.
Ai primi anni del XX secolo risale l'idea di velocizzare il flusso delle acque verso la foce mediante una rettifica dell'alveo in località Mezzocammino, dove il fiume descriveva un meandro lungo 2.750 metri. L'idea si concretizzò solo negli anni trenta con il progetto di un canale navigabile largo 75 metri, battezzato «drizzagno del Tevere», che avrebbe accorciato quel tratto di fiume a 1.290 metri in linea retta; ad avviarne la realizzazione fu il più ampio progetto per l'«idroscalo del Littorio», concepito nel 1933 per soppiantare l'Idroscalo di Ostia che, pur inaugurato da soli sette anni, era diventato rapidamente obsoleto sia per l'aumento del peso dei velivoli, sia per la direzione unica di ammaraggio sfavorevole rispetto ai venti.
I lavori confluirono in seguito nei progetti per l'esposizione universale di Roma (EUR) prevista nel 1942 nella zona delle Tre Fontane; la sede del nuovo idroscalo fu individuata nelle adiacenti campagne della Magliana, con l'idea di sfruttare l'area del meandro abbandonato dopo l'apertura del canale navigabile.
L'insieme di tali opere risvegliò l'interesse di molte imprese private le quali iniziarono a presentare studi e progetti prima ancora della richiesta ufficiale e del sondaggio dei terreni. Il piano iniziò a concretizzarsi nel 1936 assieme a quello per l'EUR e fu messo a punto dal Ministero dei lavori pubblici e dall'ufficio centrale del demanio aeronautico, in collaborazione con l'ufficio speciale del genio civile. Al fine specifico di regolare l'afflusso d'acqua nel grande bacino artificiale destinato all'idroscalo, fu progettato il "ponte dell'Aeronautica", costituito da chiuse a paratie mobili sormontate da una strada carrabile di servizio.
I cantieri subirono una battuta d'arresto con la rovinosa piena del Tevere che il 18 dicembre 1937 superò stime calcolate su base secolare, inondando l'intera area. Nel 1938 si decise quindi di portare avanti prioritariamente il solo «drizzagno» la cui realizzazione partì nello stesso anno e che fu inaugurato il 12 agosto 1940: nel frattempo al progetto originale del ponte erano già state apportate numerose varianti a causa delle sfavorevoli condizioni del sottosuolo.
Dopo la caduta del fascismo (1943) un'apposita commissione ministeriale sancì il completo abbandono del progetto dell'idroscalo e con esso del ponte dell'Aeronautica: quest'ultimo fu sostituito dal progetto di un ponte stradale che collegasse direttamente le vie Appia e Aurelia evitando così l'ingresso in città. I lavori – affidati, come i precedenti, alla Impresa Tudini & Talenti – furono avviati nel 1943 ma sospesi l'anno seguente, quindi ripresero nel 1947 e giunsero a compimento nel 1951. Nel frattempo l'ANAS aveva incluso l'opera nel tracciato del Grande Raccordo Anulare del quale il ponte divenne lo scavalco sul Tevere a sud, all'epoca a una sola corsia per senso di marcia.
Nel 1979 il ponte fu affiancato da un secondo più a valle, diventando così la sola carreggiata interna della circonvallazione, a due corsie. Nel 2003, infine, la realizzazione di un terzo viadotto ancora più a valle separò il ponte di Mezzocammino dal tracciato del GRA, trasformandolo in corsia di immissione dalla via del Mare e dalla via Ostiense verso la nuova carreggiata interna a tre corsie. Lo stesso anno l'opera, per la sua importanza storica, fu dichiarata monumento nazionale allo scopo di preservarne l'aspetto e le tecniche costruttive.

### Il fondo fotografico Enrico Ricci
Nei primi anni 2000, il sito internet del comune di Roma, nell'ambito del più ampio progetto Album di Roma, raccolse circa 321 fotografie d'epoca scattate durante varie fasi dei lavori nell'area del ponte; esse testimoniano fra l'altro il sacrificio degli operai e le tecniche di esecuzione degli scavi.
Autore dell'estesa collezione (che comprende in tutto circa 700 fotografie) fu il geometra Enrico Ricci (1889-1956), direttore dei lavori dal dicembre del 1937 al dicembre del 1942 e appunto grande appassionato di fotografia.